# Anticipare
Anticiparea este o emoție care implică plăcere, surescitare sau anxietate cu privire la un eveniment așteptat în viitor.

Anticiparea este procesul de speculare imaginativă cu privire la viitor. Creierul utilizează informații despre gravitație, curbură, obstacole etc. pentru a face o predicție.

## Mecanism de apărare în fața viitorului
Robin Skynner considera anticiparea ca una dintre „căile mature de a lupta cu stresul.... Reduci stresul unei provocări dificile, anticipând cum va fi și pregătindu-te să te confrunți cu ea”. Psihologii care au cercetat această emoție au evidențiat creșterea utilizării unor mecanisme de apărare mature precum sublimarea și anticiparea odată cu creșterea vârstei subiecților.

## Forță motivatoare
Anticiparea joacă un rol important în dorința sexuală, iar anticiparea plăcerii poartă numele de excitație. Dorința sexuală are o componentă cognitivă majoră, ceea ce face ca principalul element al ei să fie anticiparea pozitivă.
Într-un sens mai general, anticiparea este o forță motivatoare centrală în viața de zi cu zi, determinând efectuarea sau neefectuarea unei acțiuni în funcție de efectele presupuse a fi obținute în viitor. Pentru ca oamenii să se bucure de viață au nevoie de credința că viitorul va fi unul favorabil pentru ei, oferindu-le un mediu promițător pentru a-și desfășura activitatea.